# Piotr Ostrowski (artysta)
Piotr Ostrowski (ur. 26 lipca 1977 w Miechowie) – polski artysta wizualny, autor szklanych rzeźb i instalacji, witraży, szkła architektonicznego w budynkach świeckich i sakralnych. Współautor projektów architektonicznych, nagrodzonych w międzynarodowych konkursach. Mistrz witrażownik. Mieszka i pracuje w Krakowie.

## Biografia
Urodził się  26 lipca 1977 w Miechowie. Jest absolwentem Wydziału Grafiki Akademii Sztuk Pięknych w Krakowie (dyplom z wyróżnieniem w pracowni litografii prof. Piotra Panasiewicza, Medal Rektora) oraz Zarządzania Kulturą na Wydziale Zarządzania i Komunikacji Społecznej Uniwersytetu Jagiellońskiego.
Od roku 2000 właściciel i dyrektor artystyczny Krakowskiego Zakładu Witrażów S.G.Żeleński – najstarszej pracowni witraży w Europie Wschodniej, istniejącej od w 1902 roku. Założyciel Muzeum Witrażu w Krakowie, które działa od 2004 roku.  

## Wystawy
- 2019: „omni_lab”[3]
- 2011: “ślady/ traces” – nagrodzona przez “Dziennik Polski” tytułem “Najlepszej wystawy galeryjnej roku w Krakowie”[4]

## Nagrody i wyróżnienia
- 2020: Medal PRO OPERE POLITISSIMA ARTE PERFECTO za witraż „Polonia” wg projektu Stanisława Wyspiańskiego
- 2017: Wyróżnienie w konkursie na wydarzenie muzealne roku Sybilla 2017 za projekt „Apollo w budowie”
- 2013: Złoty medal na Międzynarodowych Targach Sacro-Expo w Kielcach za cykl witraży do sanktuarium Karoliny Kózkówny w Zabawie.
- 2013: Złoty medal na Międzynarodowych Targach Poznańskich projekty i realizacja witraży do sanktuarium Miłosierdzia Bożego w Białymstoku.
- 2010: Druga nagroda w konkursie na modernizację Rotundy – siedziby banku PKO BP w Warszawie.
- 2008: Wyróżnienie w międzynarodowym konkursie na projekt nowego terminala lotniska w Lublinie.
- 2007: Wyróżnienie w międzynarodowym konkursie na Europejskie Centrum Solidarności w Gdańsku.
- 2007: Druga nagroda w międzynarodowym konkursie na projekt nowego terminala lotniska Balice w Krakowie.
- 2002: 2007 - Adaptacja i realizacja projektów Stanisława Wyspiańskiego do katedry wawelskiej, we współpracy z Andrzejem Wajdą.